# Lesley Kerkhove
Lesley Kerkhove (nació el 4 de noviembre de 1991 en Goes) es una exjugadora de tenis neerlandesa.
Kerkhove un título en dobles en la WTA, además de 10 títulos individuales y 14 de dobles en el circuito ITF. 
En octubre de 2017, alcanzó su mejor ranking individual el cual fue el 149 del mundo. El 25 de junio de 2018, alcanzó el puesto número 58 del mundo en el ranking de dobles.
En julio de 2013, Kerkhove hizo su debut en gira de la WTA cuadro principal en el Abierto de Suecia. Después de llegar a través de las tres rondas de clasificación, perdió ante Nina Bratchikova en una primera ronda. La asociación con Richèl Hogenkamp, ella también perdió en la primera ronda de dobles ante Alexandra Dulgheru y Flavia Pennetta, quien se convirtió en el torneo subcampeones.
Ella hizo su debut en Grand Slam en el Campeonato de Wimbledon 2017 en dobles, tras entrar como perdedor afortunado junto a Lídziya Marózava.

## Título WTA (1; 0+1)

### Dobles (1)
| Leyenda                                |
| -------------------------------------- |
| Grand Slam (0)                         |
| Juegos Olímpicos (0)                   |
| WTA Championships (0)                  |
| P. Mandatory & Premier 5, WTA 1000 (0) |
| Premier, WTA 500 (0)                   |
| International, WTA 250 (1)             |

| N.º | Fecha                 | Torneos    | Superficie | Pareja           | Oponentes en la final             | Resultado           |
| --- | --------------------- | ---------- | ---------- | ---------------- | --------------------------------- | ------------------- |
| 1.  | 21 de octubre de 2017 | Luxemburgo | Dura (i)   | Lidziya Marozava | Eugénie Bouchard Kirsten Flipkens | 6-7(4), 6-4, [10-6] |

#### Finalista (5)
| N.º | Fecha                    | Torneos          | Superficie    | Pareja            | Oponentes en la final             | Resultado         |
| --- | ------------------------ | ---------------- | ------------- | ----------------- | --------------------------------- | ----------------- |
| 1.  | 27 de julio de 2016      | Bastad           | Tierra batida | Lidziya Marozava  | Andreea Mitu Alicja Rosolska      | 3-6, 5-7          |
| 2.  | 16 de junio de 2019      | 's-Hertogenbosch | Hierba        | Bibiane Schoofs   | Shuko Aoyama Aleksandra Krunić    | 5-7, 3-6          |
| 3.  | 8 de marzo de 2020       | Lyon             | Dura (i)      | Bibiane Schoofs   | Laura Ioana Paar Julia Wachaczyk  | 5-7, 4-6          |
| 4.  | 19 de septiembre de 2021 | Portoroz         | Dura          | Aleksandra Krunić | Anna Kalinskaya Tereza Mihalíková | 6-4, 2-6, [10-12] |
| 5.  | 31 de octubre de 2021    | Cluj-Napoca II   | Dura (i)      | Aleksandra Krunić | Irina Bara Ekaterine Gorgodze     | 6-4, 1-6, [9-11]  |